# إرك ريفز
دكتور إريك ريفز (مواليد ١٩٥٠) أستاذ فخري للغة الإنجليزية وآدابها في كلية سميث في نورثهامبتون ، ماساتشوستس، حيث قام بتدريس دورات في شكسبير وميلتون وتاريخ النظرية الأدبية وتاريخ محو الأمية. حاصل على منصب زميل أول في مركز فرانسوا كزافييه باغنود للصحة وحقوق الإنسان بجامعة هارفارد. أجرى ريفز أبحاثًا لعدة عقود في السياسة ووضع حقوق الإنسان في السودان.

## تعليم
قبل أن يعمل في كلية سميث، حصل ريفز على درجات علمية في الأدب الإنجليزي من كلية ويليامز وجامعة بنسلفانيا.

## بحوث السودان
بدأ ريفز دراسة السياسة وحقوق الإنسان في السودان عام ١٩٩٨، وأدلى بشهادته عدة مرات أمام الكونغرس الأمريكي، وألقى محاضرات واسعة في الأوساط الأكاديمية، وعمل كمستشار لعدد من منظمات حقوق الإنسان والمنظمات الإنسانية العاملة في السودان. من خلال عمله بشكل مستقل، كتب عن عدة جوانب من تاريخ السودان الحديث، لا سيما الإبادة الجماعية في دارفور، ودور الحكومتين السودانية والصينية في إدامتها. ووصف بأنه «من أشد المنتقدين» لسياسة الرئيس الأمريكي السابق باراك أوباما للمصالحة مع السودان.
تلقى ريفز منحة سخية من هيومانيتي يونايتد (ريدوود سيتي، كاليفورنيا) لدعم أبحاثه وسفره. ظهرت مجموعة من مقالاته حول الحرب المستمرة والدمار البشري في دارفور على أنها «يوم طويل يحتضر». نشر لا
حقًا كتابًا إلكترونيًا مطولًا عن خمس سنوات حاسمة في تاريخ السودان: «التسوية مع الشر: تاريخ أرشيفية للسودان الأكبر ، ٢٠٠٧-٢٠١٢»
حقًا كتابًا إلكترونيًا مطولًا عن خمس سنوات حاسمة في تاريخ السودان: «التسوية مع الشر: تاريخ أرشيفية للسودان الأكبر ، ٢٠٠٧-٢٠١٢»

## المنشورات والجوائز
ظهرت أعماله في نيويورك تايمز، وواشنطن بوست، وول ستريت جورنال، بالإضافة إلى العديد من المجلات الأكاديمية. أدى هذا العمل إلى حصول ريفز على عدد من الدرجات الفخرية والعديد من الأشكال الأخرى للاعتراف الوطني والدولي.

## روابط خارجية
- نبذة عن عمل إريك ريفز: http://www.sudanreeves.org/category/profiles-of-eric-reeves-work/
- مقابلة مارس 2006 في مجلة غيرنيكا
- SudanReeves.org كتابات حديثة عن دارفور
- نهج شامل للسودان: إيريك ريفز، يناقش الوضع في دارفور، والفشل في تنفيذ اتفاق السلام الشامل في جنوب السودان، وتخمير المشاكل في الشرق (26/01/06)
- 10 كانون الثاني (يناير) 2007 مقابلة مع برنامج «كل الأشياء تم اعتبارها» في NPR